# Anna Airy

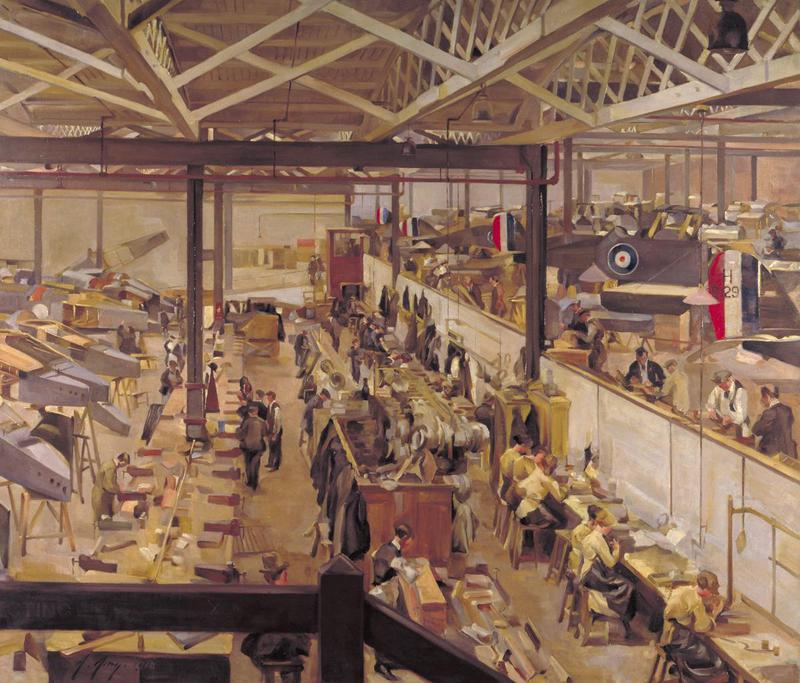
Anna Airy: Flugzeugfertigung in Hendon

Anna Airy (* 6. Juni 1882 in Greenwich, London, Vereinigtes Königreich; † 23. Oktober 1964 ebenda) war eine britische Ölmalerin, Pastellkünstlerin und Radiererin. Sie gilt als die erste Frau, die im Ersten Weltkrieg als Kriegsmalerin tätig war.

## Leben
Airy kam in Greenwich als Tochter des Ingenieurs Wilfrid Airy und dessen Frau Anna Airy, geborene Listing, auf die Welt. Spekulationen zufolge trug sie den Namen ihrer Mutter, da diese zwei Wochen nach Airys Geburt starb. Großgezogen wurde Airy von ihren beiden unverheirateten Tanten väterlicherseits, Christael und Annot, im Haus ihres Großvaters, Sir George Biddell Airy, eines pensionierten Astronomer Royal. Das Familienhaus in Playford erbte sie nach dem Tod ihres Vaters 1925 und wohnte dort bis zu ihrem Tod im Jahr 1964.
1908 traf sie auf den Maler und Radierer Geoffrey Buckingham Pocock, den sie 1916 heiratete. Sie teilten sich ein Studio in der 5 Parkhill Road Studios in Haverstock Hill und zogen einige Zeit später gemeinsam nach Playford.

## Künstlerischer Werdegang

### Ausbildung
Airys familiärer Hintergrund bestand aus vielen Akademikern und Künstlern. Ihre verstorbene Großmutter väterlicherseits, Richarda Airy, sowie ihre Tanten widmeten sich ebenfalls beruflich der zeitgenössischen Kunst. Auch Anna Airys künstlerisches Talent wurde früh entdeckt und gefördert. 1899 studierte sie ab dem Alter von 17 Jahren zeitgleich mit William Orpen und Augustus John für vier Jahre an der Slade School of Fine Art in London. Sie wurde unter der Leitung von Henry Tonks, Fred Brown und Philip Wilson Steer zur professionellen Malerin ausgebildet. Sie galt als exzellente Schülerin und gewann 1902 die Slade School Scholarship, den Melville Nettleship Prize in den Jahren 1901, 1902 und 1903, sowie andere Preise in diversen anderen Kategorien. Airys künstlerischer Fokus lag auf der Malerei von Landschaften, Blumen sowie Personen. Hauptsächlich arbeitete sie mit Ölfarben, Wasserfarben und Kreide.

### Erster Weltkrieg

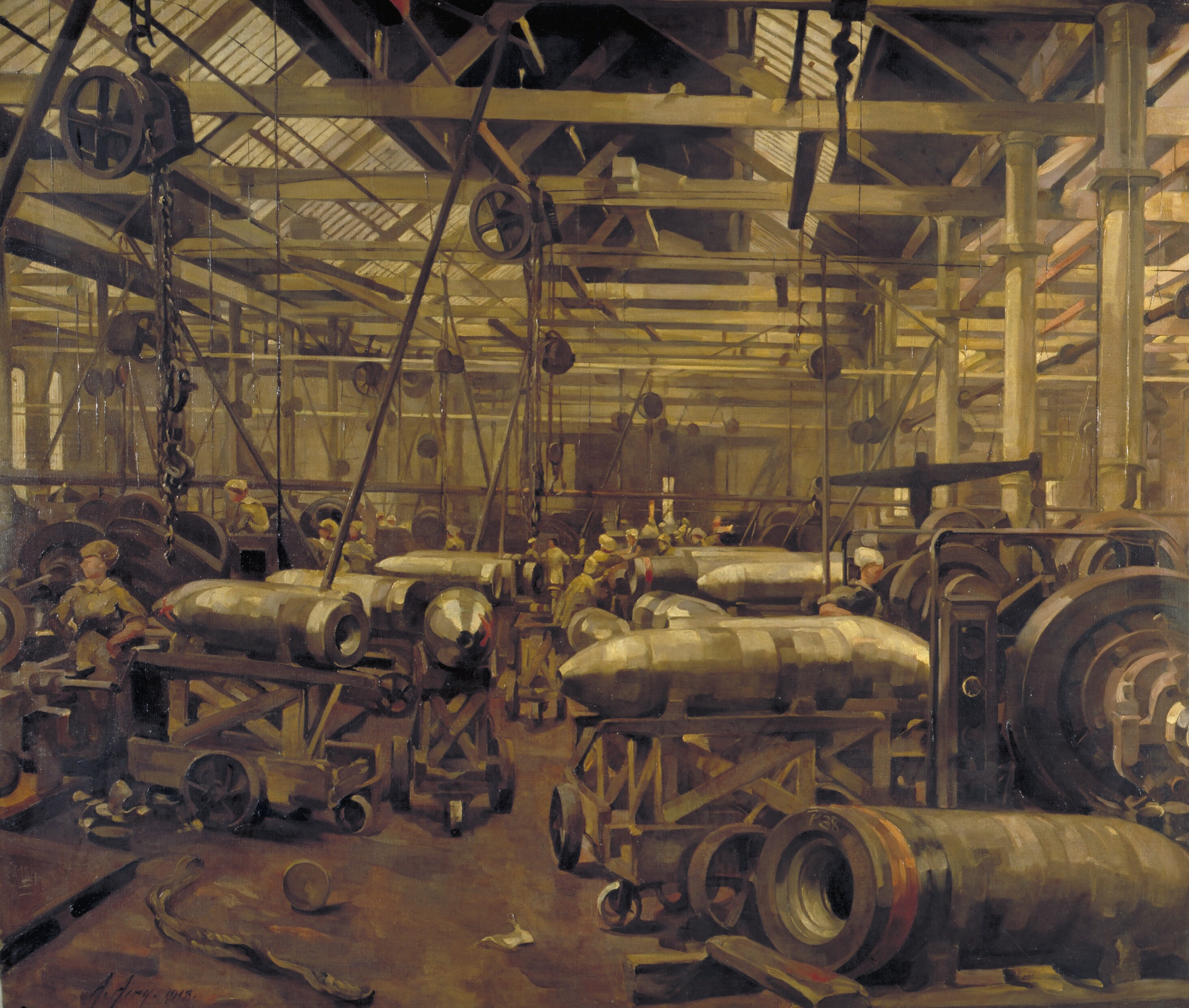
Shop for Machining 15-inch Shells – Singer Manufacturing Company, Clydebank, Glasgow

Im 20. Jahrhundert war es nicht erwünscht, dass Frauen den Krieg aus erster Hand miterlebten. So wurde es schwierig für sie, die an den Fronten herrschende Brutalität, wie ihre männlichen Berufsgenossen, in eigener künstlerischer Abbildung wiederzugeben. Sie konnten lediglich jene Eindrücke verarbeiten, die sie durch ihre Arbeit in Munitionsfabriken, medizinischen Einrichtungen u. Ä. gewannen. So wurden die vergessenen sozialen, industriellen sowie menschlichen Hintergründe auf künstlerischer Ebene thematisiert. Jedoch wurden diese Arbeiten nicht offiziell als Kriegsmalerei anerkannt.
Als sich der Erste Weltkrieg langsam dem Ende neigte, wurde 1918 Airy als erste Frau von der Munitions Committee of the Imperial War Museum damit beauftragt, den großen Aufwand der industriellen Kriegsaufwandes auf fünf großen Ölgemälden künstlerisch darzustellen: The Shell forge at the National Projectile Factory in Hackney Marshes, Gun Forge near Manchester, The Aircraft Assembly Shop at Armstrong-Whitworth, Hendon und The Singer Factory in Glasgow, The 'L' Press. Forging the Jacket of an 18-inch Gun-Armstrong-Whitworth Works, Openshaw. Des Weiteren folgten Aufträge des British War Memorial Committee, des Imperial War Museum Committee sowie des Women’s Work Committee.
Ihre berufliche Tätigkeit erforderte das Arbeiten unter schwersten Bedingungen. Aufgrund der in einer Schmiede herrschenden Hitze seien ihr, während sie das Gemälde A Shell Forge at a National Projectile Factory, Hackney Marshes, London malte, die Schuhe von den Füßen geschmolzen. Wurden Fristen von Airy nicht eingehalten, gab es Konsequenzen. Ein von ihr gemaltes Bild, das Mädchen beim Verlassen einer Munitionsstätte abbildete, wurde von der Ministry of Information’s British War Memorials Committee, von dem es auch in Auftrag gegeben wurde, abgelehnt, und auch später von Airy selbst zerstört.
Die bereits genannten fünf Gemälde, die von Airy auch ausgestellt wurden, hinterließen einen imposanten Eindruck. Viele waren überrascht darüber, dass hinter diesen gewaltigen Kunstwerken eine Frau steckte, die für das Malen von Blumen berühmt war.

### Nachkriegszeit
Zu Beginn des Zweiten Weltkrieges bewarb sie sich für die War Artists Advisory Committee, doch wurde ihre Kandidatur abgelehnt. The Hall of Lincoln’s Inn, 1944 During Restoration from Enemy Action war das einzige Bild aus dieser Kriegszeit, das bekannt ist und in der 1945 Royal Academy ausgestellt wurde.
Nach dem Krieg widmete sie ihr Talent detailorientierten, landschaftlichen Malereien, wobei sie hauptsächlich Stifte und Wasserfarben benutzte. Ihre Liebe zur Botanik, die von schon anfangs ihre künstlerischen Karriere inspirierte, kam so wieder zum Vorschein.
Sie stellte ihre Werke weiterhin in der Royal Academy aus. 1945 wurde sie die als erste weibliche Präsidentin des Ipswich Art Club gewählt und behielt diesen Posten bis zu ihrem Tod im Jahre 1964.

### Ausstellungen
Ihre erste Ausstellung fand 1905 in der Royal Academy of Arts statt. Diese wurden bis zum Jahre 1956 fortgeführt. Ihre Ausstellungen umfassten insgesamt um die 80 Werke. Schon 1907 galt Airy als eine der renommierten und talentiertesten weiblichen Malerinnen ihrer Zeit.
Sie war Mitglied in vielen künstlerischen Assoziationen. 1906 wurde sie zum Mitglied der Pastel Society. Sie trat 1908 auch der Royal Society of Painters and Etchers bei. Sie wurde auch Teil des Royal Institute of Oil Painters (1909), Royal Institute of Painters in Water Colours (1918), und Royal Glasgow Institute of the Fine Arts (1952). Airy ist auch Autorin der Bücher The Art of Pastel (1930), sowie Making a Start in Art (1951).
Die Werke Airys sind heute unter anderem im British Museum, Victoria and Albert Museum und im Imperial War Museum zu sehen.

## Werke (Auswahl)

Gemälde aus dem Ersten Weltkrieg
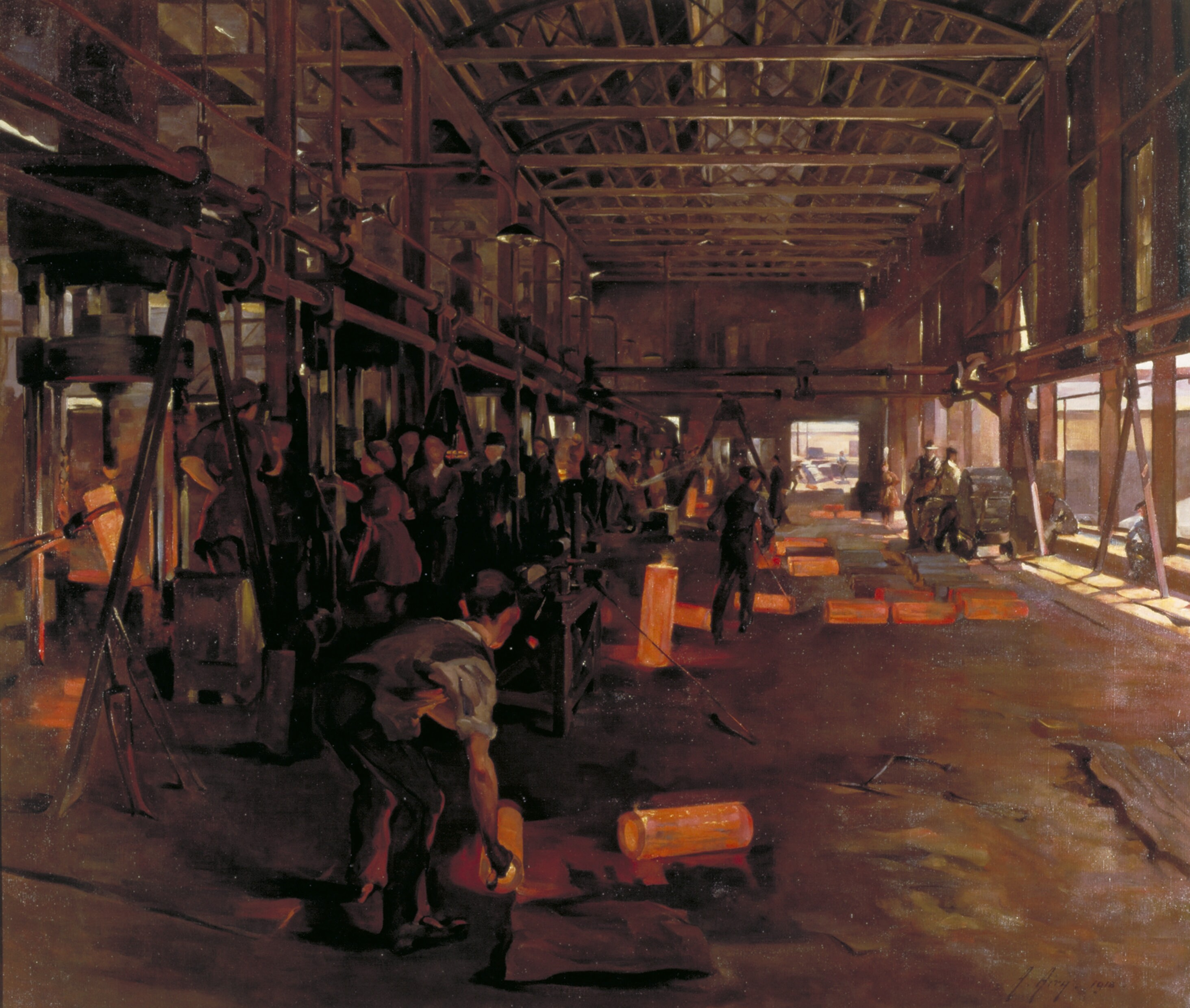
A Shell Forge at a National Projectile Factory, Hackney Marshes, London
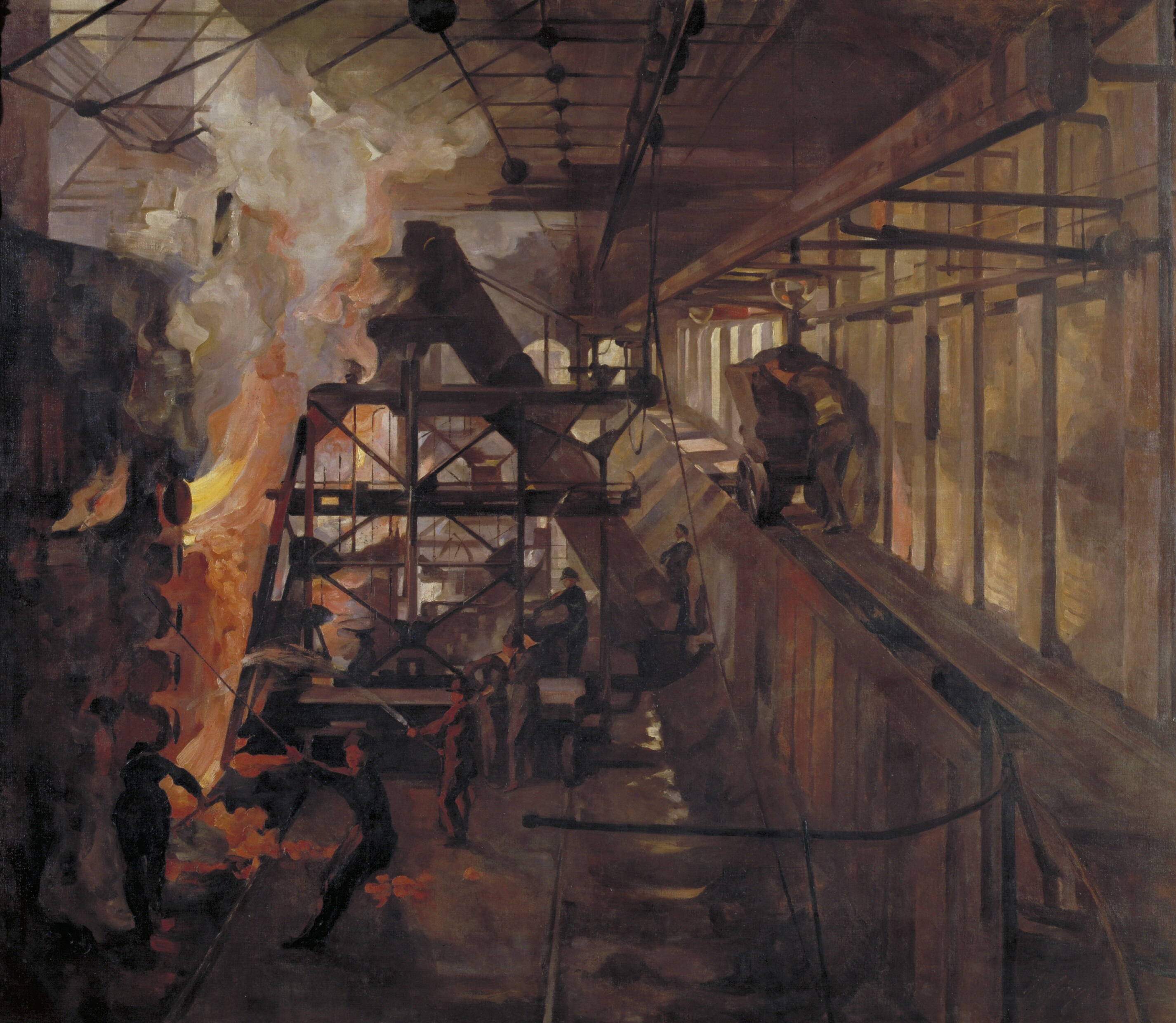
Women Working in a Gas Retort House – South Metropolitan Gas Company, London
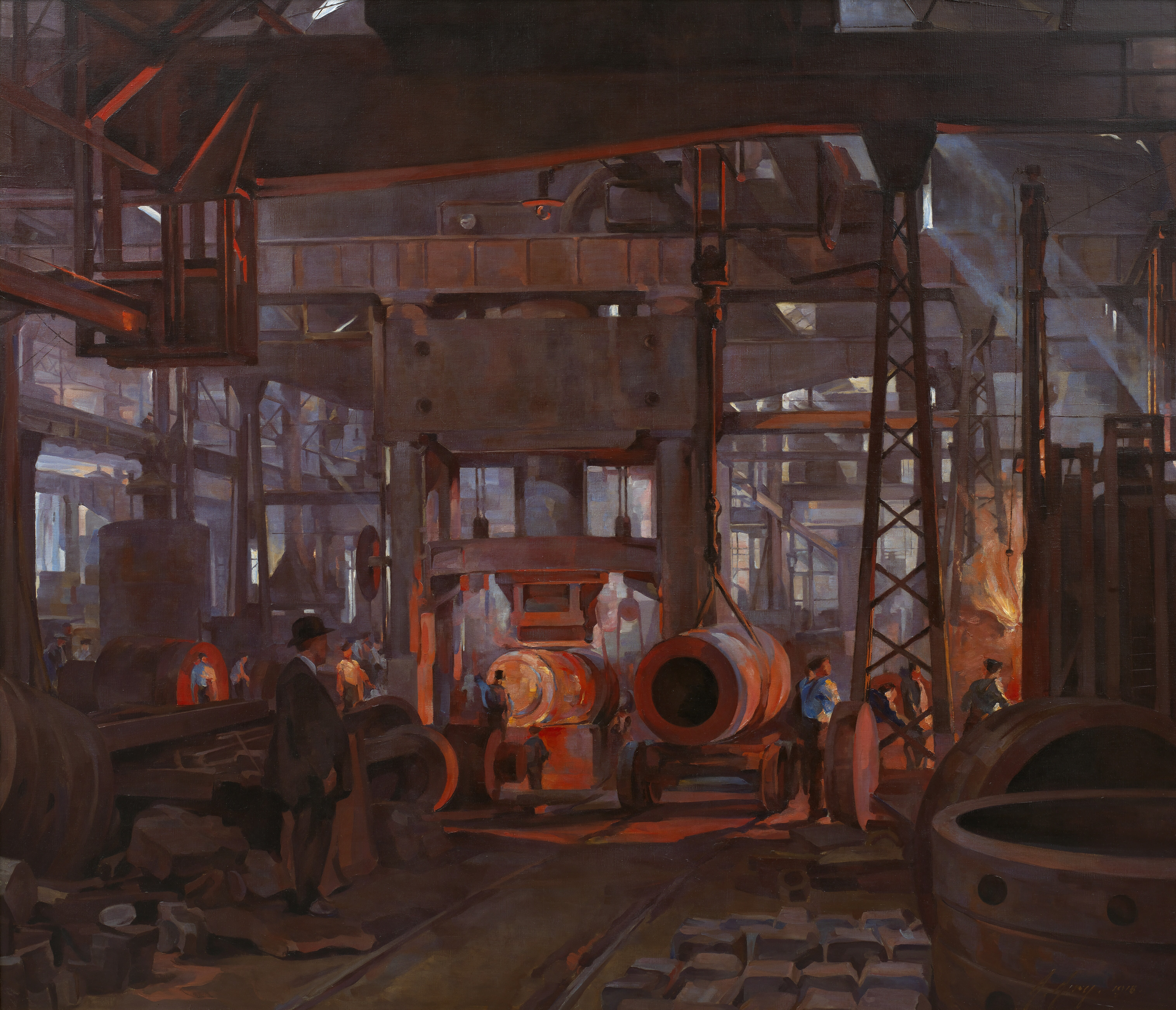
The 'L' Press. Forging the Jacket of an 18-inch Gun-Armstrong-whitworth Works, Openshaw